# Vladímir Barski
Vladímir Grigórievich "Goskino" Barski (en ruso: Владимир Григорьевич Барский; 15 de marzo de 1866 – 24 de enero de 1936) fue un director de cine, guionista, actor y autor de artículos sobre teatro, ruso y soviético.
Barski también participó en la formación de la cinematografía turcomana y uzbeka.

## Vida y carrera
Barski nació en 1866 en Moscú en el seno de una familia rusa. Se graduó en la escuela real de Moscú (1885) y en la Escuela Técnica Imperial de Moscú.
Comenzó a dirigir y actuar en 1892 en varios teatros. Entre 1899 y 1917 trabajó como director y actor en un teatro dramático en Ivanovo. Entre 1917 y 1921 trabajó en la Casa del Pueblo de Tiflis.
De 1921 a 1928 fue director del Comité Estatal para la Industria de Georgia. Después de 1928, trabajó en los estudios de cine Sovkino, Mezhrabpomfilm, Uzbekkino y Turkmenfilm.
Barsky murió en Moscú el 24 de enero de 1936, a la edad de 69 años. Fue enterrado en el Cementerio Donskói de la ciudad.

## Creatividad
Junto con el guionista G. Arustanov trabajó en una serie de películas bajo el título general "El presidio de hierro", que pretendían mostrar el pasado revolucionario de Georgia. Se realizaron dos películas: Pesadillas del pasado (1925), que narra los acontecimientos de 1905 en Georgia, y Al precio de miles (1925), que narra los sucesos de 1916-1917 en Georgia.

## Filmografía parcial

### Actor
- El acorazado Potemkin - Golikov, comandante
- La Novena Ola - Oficial
- El escarabajo mecánico - Jean, peluquero, es el tío Vania
- Mercaderes de Gloria - El Mayor Blanchard, en los créditos como G. Barsky
- Shakir - Colono
- Nastenka Ustinova -Sudarikov
- Pepo - Juez

### Director
- Cadáver decapitado
- Dime por qué
- Adoradores del fuego
- No duermas
- Exilio
- El pícaro Arsen
- Trabajo duro de hierro
- Pesadillas del pasado
- El misterio del faro
- Cuesta miles
- La novena ola
- Princesa María
- Bela
- Maxim Maksimych
- Cosacos
- Gul y Tolmaz (no completado)

### Guionista
- Dime por qué
- No duermas
- Adoradores del fuego
- El pícaro Arsen
- El misterio del faro
- Princesa María
- Bela
- Máximo Maksimych
- Cosacos